# Emily Ratajkowski

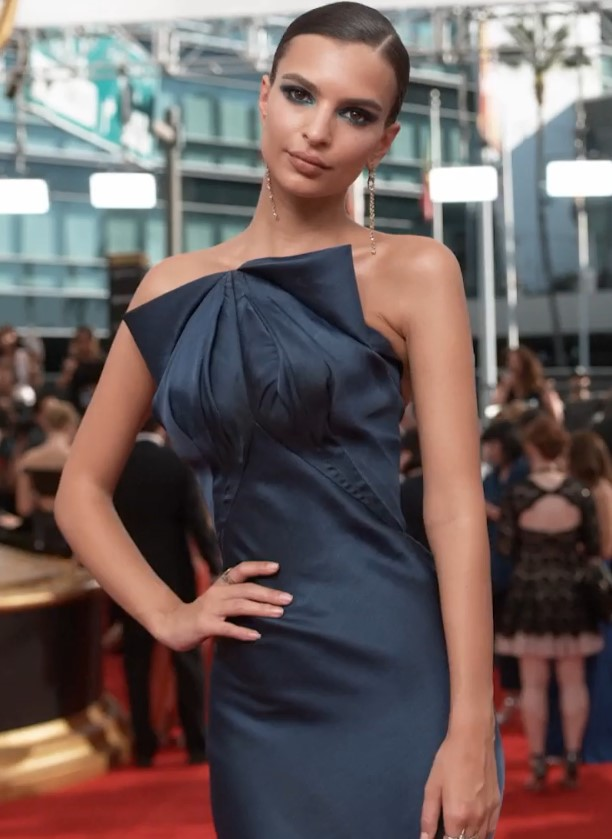
Emily Ratajkowski (Emmy Awards 2016)

Emily O’Hara Ratajkowski (ur. 7 czerwca 1991 w Londynie) – amerykańska modelka i aktorka.

## Życiorys
Urodziła się 7 czerwca 1991 w Londynie. Wychowała się w rodzinie artystycznej, jest córką malarza Johna Ratajkowskiego i pisarki Kathleen Balgley, obojga obywateli USA. Jej ojciec ma polskie korzenie, a matka jest Żydówką. Często zmieniała miejsce zamieszkania z powodu podróży rodziców, dlatego dzieciństwo spędziła m.in. w Irlandii, Kalifornii i na Majorce.
W wieku 14 lat podpisała kontrakt z agencją modelek Ford Models, równolegle z pracą modelki ukończyła szkołę średnią. Występowała głównie w kampaniach firm odzieżowych. Większą rozpoznawalność przyniosła jej naga sesja do magazynu erotycznego Treats!, później pojawiła się w teledysku do utworu „Blurred Lines” Robina Thicke i „Love Somebody” zespołu Maroon 5.
23 lutego 2018 wyszła za producenta filmowego i aktora Sebastiana Bear-McClarda, ich synem jest Sylvester Apollo. W lipcu 2022 rozstała się z mężem. We wrześniu złożyła pozew o rozwód.

## Filmografia
- Andrew's Alteration (2004) – młoda dziewczyna
- A Year and a Day (2005) – dziewczyna
- iCarly (2009–2010) – Tasha (2 odcinki)
- Robin Thicke: Blurred Lines (2013) – modelka
- Zaginiona dziewczyna (Gone Girl, 2014) – Andie Fitzgerald
- Ekipa (Entourage, 2015) – Emily Ratajkowski
- The Spoils Before Dying (2015) – Agentka Day (3 odc.)
- We Are Your Friends (2015) – Sophie
- Cruise (2017) – Jessica Weintraub
- In Darkness (2018) - Veronique
- Jestem taka piękna! (I Feel Pretty, 2018) - Mallory
- Witaj w raju (2018) - Cassie Ryerson
- Złodziej i oszustka (2019) - Elyse